# Raphael Robinson

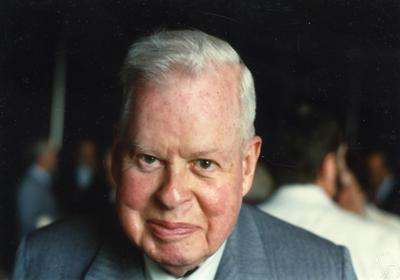
Raphael Robinson

Raphael Mitchel Robinson (* 2. November 1911 in National City, Kalifornien; † 27. Januar 1995 in Berkeley, Kalifornien) war ein US-amerikanischer mathematischer Logiker und Mathematiker.

## Leben
Raphael Robinson war das jüngste von vier Kindern einer Lehrerin und eines Anwalts, der die Familie aber früh verließ. Er studierte Mathematik an der Universität Berkeley mit dem Bachelor-Abschluss 1932, dem Master-Abschluss 1933 und der Promotion bei John McDonald ein Jahr später 1934 (Some results in the theory of schlicht functions). In der damaligen Depressionszeit fand er nur eine schlecht bezahlte Stelle als Instructor an der Brown University und machte harte Zeiten durch. 1937 besserte sich seine Situation, als er Instructor in Berkeley wurde. Dort lernte er auch 1939 seine spätere Frau Julia Robinson kennen, die seine Studentin war und später eine angesehene Logikerin wurde. Im Dezember 1941 heirateten sie. Robinson blieb in Berkeley für den Rest seiner Karriere, wurde dort 1949 Professor. Er war als guter Lehrer bekannt, ging aber 1973 frühzeitig in den Ruhestand. Das bedeutete zwar einen herben finanziellen Verlust; er konnte sich aber nun ganz der Forschung widmen. Seine Frau starb 1985. Robinson blieb bis ins hohe Alter mathematisch aktiv und veröffentlichte noch mit 83 Jahren. Er starb nach einem Schlaganfall.
1962 war er Invited Speaker auf dem Internationalen Mathematikerkongress in Stockholm (Intervals containing infinitely many sets of conjugate algebraic units).

## Werk
Anfangs befasste er sich mit Funktionentheorie und Zahlentheorie und er gehörte nach dem Zweiten Weltkrieg zu denjenigen, die früh Computer für zahlentheoretische Zwecke einsetzten, so fand er einige neue Mersenne-Primzahlen. Er schrieb hierzu in seinem Büro, ohne den Computer jemals gesehen zu haben, ein lauffähiges Programm für den SWAC (Standards Western Automatic Computer), das ohne Testung auf Anhieb fehlerfrei arbeitete.
Robinson ist vor allem für Arbeiten in den Grundlagen der Mathematik bekannt. 1937 veröffentlichte er eine vereinfachte Version von John von Neumanns Axiomatisierung der Mengenlehre. Er befasste sich auch mit rekursiven Funktionen und rekursiv aufzählbaren Mengen.
Er bewies die Unentscheidbarkeit einiger mathematischer Theorien und griff das Konzept der wesentlichen Unentscheidbarkeit von Alfred Tarski auf, der ab 1942 in Berkeley war und mit dem er ein Buch über Unentscheidbarkeit veröffentlichte. 1950 zeigte er, dass die Robinson-Arithmetik, ein durch endlich viele Axiome darstellbarer Teil der Peano-Arithmetik (ohne Induktion), wesentlich unentscheidbar ist. Er zeigte damit, dass wesentlich unentscheidbare Theorien keine unendliche Anzahl von Axiomen benötigen. In seinem Buch mit Tarski und Mostowski zeigte er die Unentscheidbarkeit weiterer mathematischer Theorien (Theorie der Verbände, Gruppentheorie, projektive Geometrie). Robinson befasste sich später mit der Frage der Entscheidbarkeit von Parkettierungsproblemen, ein Problemkreis, den ursprünglich Hao Wang initiierte.
Seine Frau Julia Robinson war zwar auch Logikerin (sie promovierte bei Tarski) und arbeitete auf ähnlichen Gebieten, sie veröffentlichten aber nie zusammen.

## Schriften
- Tarski, Andrzej Mostowski, Robinson: Undecidable theories, North Holland 1953